# Urner Alpen
De Urner Alpen zijn een bergketen aan de noordelijke rand van de Alpen en liggen in de Zwitserse kantons Bern, Nidwalden, Obwalden, Uri en Wallis. Het grote aantal kantons kan de indruk wekken van een gecompliceerde bergstructuur. Integendeel, de Uri-Alpen vormen een compacte, gemakkelijk af te bakenen berggroep tussen het Vierwoudstrekenmeer in het noorden, het Reussdal (Gotthardas) in het oosten, de Furkapas en de Grimselpas in het zuiden en de Aare, Brünigpas en Sarner Aa in het westen.
De Urner Alpen zijn binnen de groepen van de Alpen omgeven door de Schwyzer Alpen in het noorden, de Glarner Alpen in het oosten, de Gotthardgroep in het zuiden, de Berner Alpen in het zuidwesten en de Emmentaler Alpen in het noordwesten.

## Overzicht
De berggroep is karakteristiek verdeeld in drie subgroepen:
- Dammastockgroep in het zuiden
- De Titlis ligt in het centrum met uitlopers in het noordwesten
- De Urirotstockgroep in het noordoosten

De grens wordt gevormd door Gadmertal – Sustenpas – Meiental en de Engelbergertal-Surenpas.
Het Engelbergertal, dat diep in de groep doordringt, geeft ook aanleiding tot de naam Engelberger Alpen voor dit berggebied.

## Geografie
Klimaat
Net als de naburige berggroepen aan de noordelijke rand van de Alpen worden de Urner Alpen vaak beïnvloed door de westelijke en noordwestelijke weersomstandigheden. Als gevolg hiervan is het weer in de Uri-Alpen relatief onstabiel en ongunstiger dan in het centrale en zuidelijke deel van de Alpen.
Bergtoppen
De hoogste top is de Dammastock (3.630 m). De Uri-Alpen hebben talrijke drieduizend meter hoge toppen en gletsjers. Hoewel niet zo beroemd als de naburige Berner Alpen, bieden de Urner Alpen alles wat een bergbeklimmer, toerist en natuurliefhebber zich kan wensen. Een voordeel van de Uri-Alpen zijn de hoge startpunten, waardoor de bergbeklimmer snel het hoge gebied en hooggebergte kan bereiken.
Er zijn 57 benoemde drieduizend meter hoge toppen in de Uri-Alpen. Ze staan hieronder in volgorde van hoogte:
1. Dammastock, 3630 m
2. Schneestock, 3608 m
3. Rhonestock, 3596 m
4. Galenstock, 3586 m
5. Eggstock, 3583 m
6. Tiefenstock, 3515 m
7. Sustenhorn, 3503 m
8. Hinter Tierberg, 3447 m
9. Gwächtenhorn, 3420 m
10. Mittlerer Tierberg, 3418 m
11. Fleckistock, 3416 m
12. Maasplanggstock, 3401 m
13. Wysse Nollen, 3398 m
14. Diechterhorn, 3389 m
15. Tieralplistock, 3382 m
16. Chli Sustenhorn, 3318 m
17. Vorderes Sustenlimihorn, 3316 m
18. Stucklistock, 3308 m
19. Gletschhorn, 3305 m
20. Titlis, 3238 m
21. Rohrspitzli, 3220 m
22. Sidelenhorn, 3217 m
23. Gwächtenhorn, 3214 m
24. Brunnenstock, 3210 m
25. Gross Bielenhorn, 3210 m
26. Chüeplanggenstock, 3207 m
27. Voralphorn, 3203 m
28. Winterstock, 3203 m
29. Chelenalphorn, 3202 m
30. Gross Griessenhorn, 3202 m
31. Gross Spannort, 3198 m
32. Hinteres Sustenlimihorn, 3194 m
33. Gärstenhörner, 3189 m
34. Limistock, 3189 m
35. Tällistock, 3184 m
36. Rotstock, 3183 m
37. Hoch Horefellistock, 3175 m
38. Gross Furkahorn, 3169 m
39. Winterberg, 3167 m
40. Chli Spannort, 3140 m
41. Hinter Schloss (Schlossberg), 3132 m
42. Steinhüshorn, 3121 m
43. Chilchlistock, 3114 m
44. Krönten, 3107 m
45. Hintere Gelmerhörner, 3100 m
46. Vorder Tierberg, 3091 m
47. Zwächten, 3078 m
48. Lochberg, 3074 m
49. Müeterlishorn, 3066 m
50. Wendenstöcke, 3042 m
51. Blauberg, 3039 m
52. Triftstöckli, 3035 m
53. Klein Furkahorn, 3026 m
54. Wendenhorn, 3023 m
55. Spitzli, 3011 m
56. Bächenstock, 3008 m
57. Reissend Nollen, 3002 m

Gletsjers

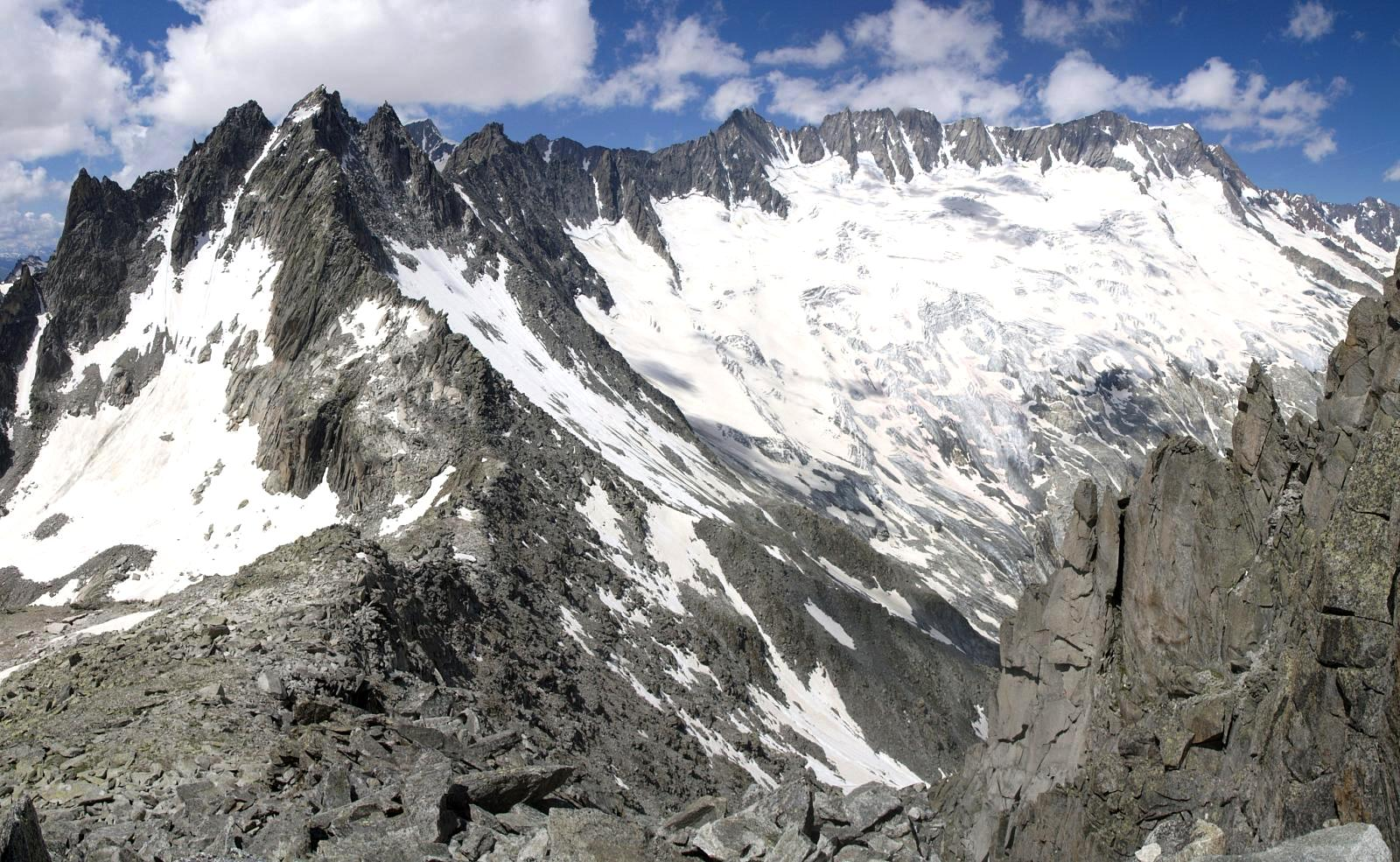
Dammastock

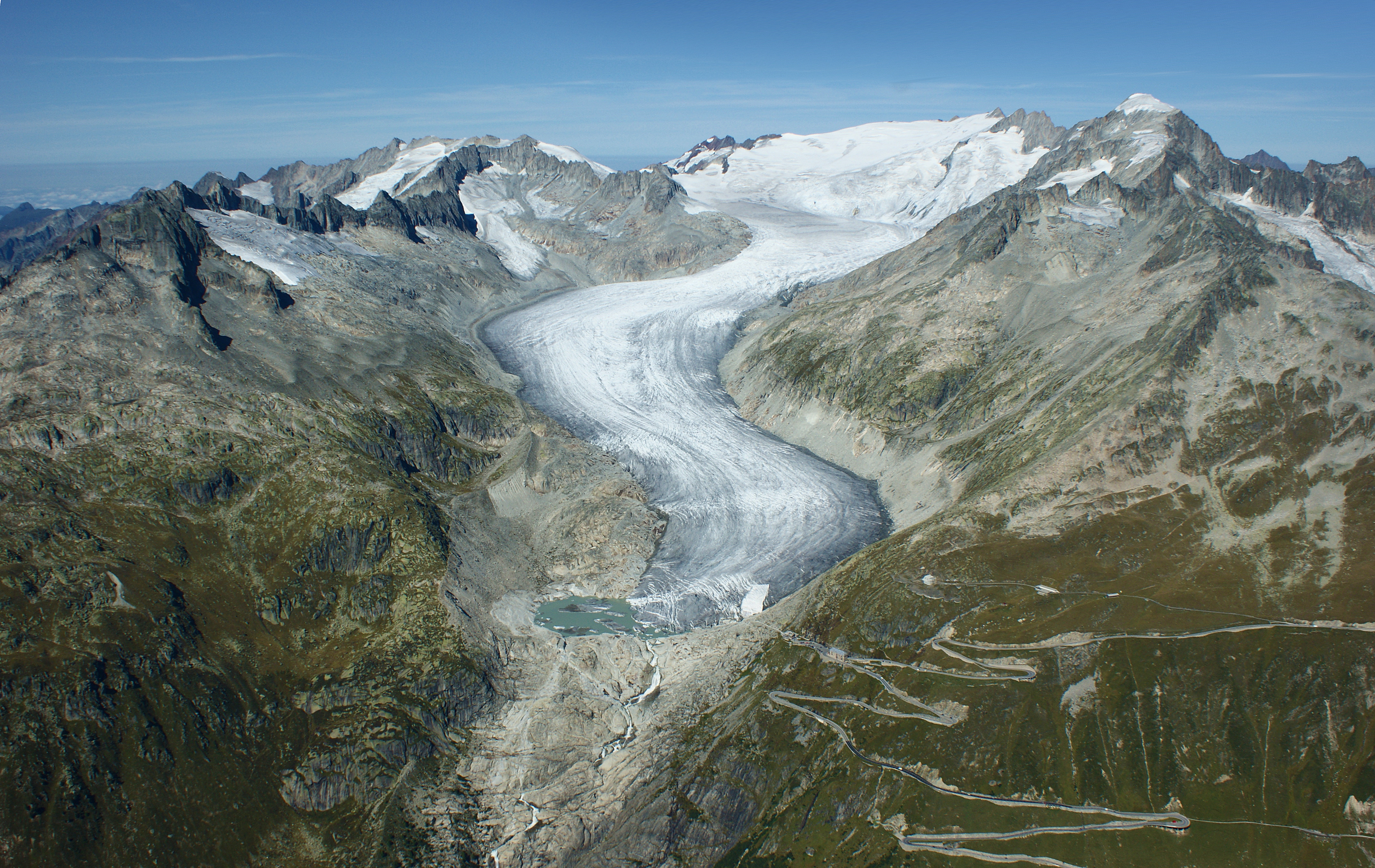
Rhônegletsjer

Op de flanken van de hoogste bergen van de Urner Alpen bevinden zich talrijke gletsjers, waarvan het volume sinds de 20e eeuw in sommige gevallen sterk is afgenomen. De grootste gletsjers zijn (van noord naar zuid):
- Blüemlisalpfirn
- Glatt Firn
- Wendengletsjer
- Steingletsjer
- Flachensteinfirn
- Triftgletsjer
- Dammagletsjer
- Rhônegletsjer
- Tiefengletsjer

Valleien
Tussen de afzonderlijke berggroepen liggen verschillende grote valleien, waarvan sommige grote nederzettingen hebben. De belangrijkste valleien zijn:
- Engelbergertal
- Melchtal
- Grosstal
- Erstfeldertal
- Meiental
- Gadmertal
- Göschenertal

Pasovergangen
Naast de Sustenpas in het midden van het gebied, en de Grimsel-, Furka- en Brünigpas aan de rand, zijn er verschillende bergpaden of muilezelpaden die alleen te voet toegankelijk zijn, vooral in het noordelijke deel van de Urner Alpen, zoals de Ächerli (1397 m), de Surenenpas (2292 m), De Hinter Jöchli (2105 m), de Schöneggpas (2249 m), de Toohornpas (1741 m) en de Jochpass (2208 m).